# Суха гроза

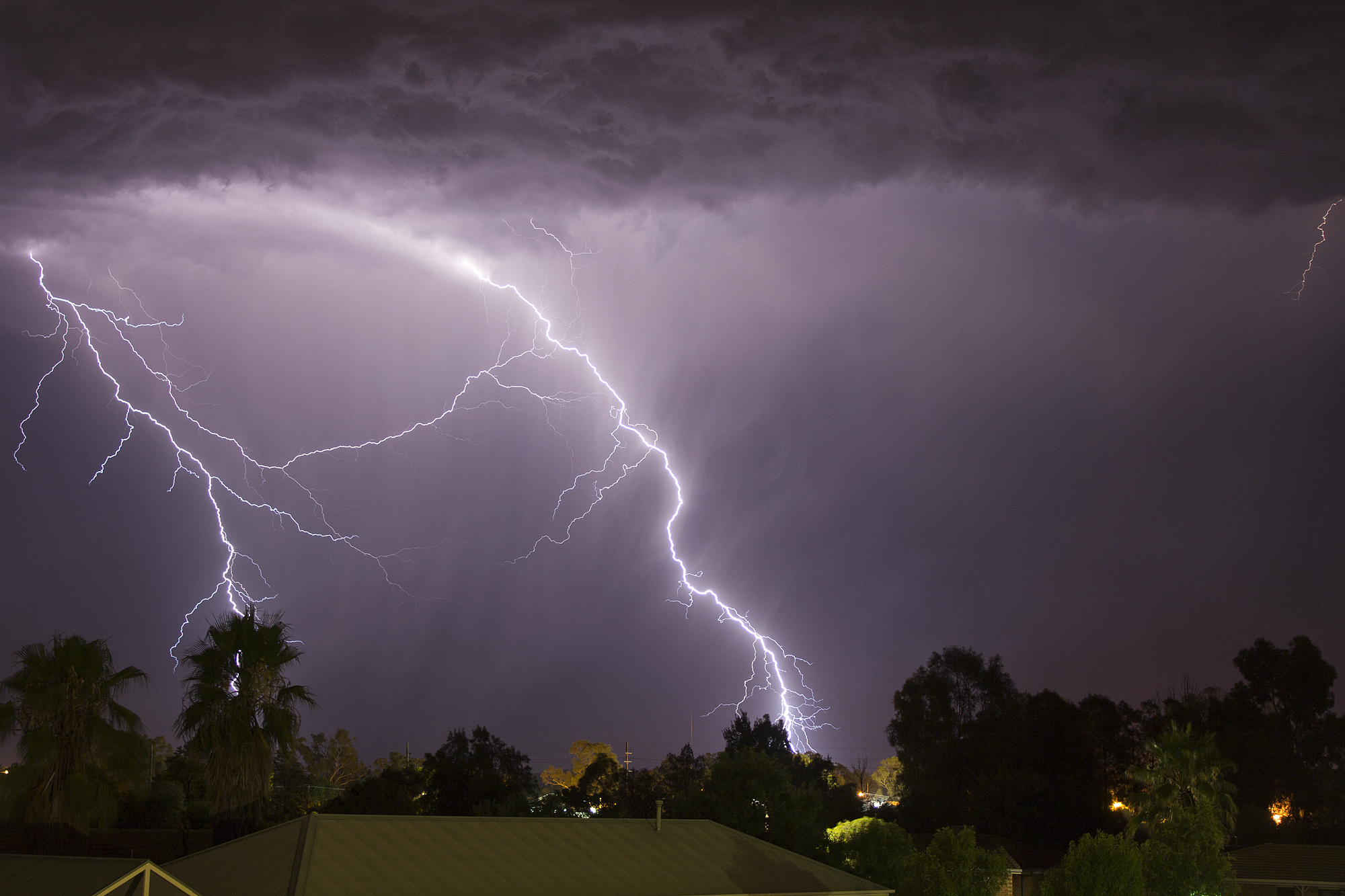
Блискавка типу хмара-земля під час сухої грози поблизу Вагга-Вагга, Австралія

Суха гроза – це гроза, яка викликає грім і блискавку, але більша частина опадів випаровується, перш ніж досягнути землі. "Суха блискавка" стосується ударів блискавки, що виникають у такій ситуації. Обидва настільки поширені на заході США, що іноді використовуються як синоніми.
Сухі грози відбуваються переважно в сухих умовах, і "сухі блискавки" є основною причиною лісових пожеж. Через це Національна метеорологічна служба США та інші агентства в усьому світі видають прогнози щодо ймовірності таких гроз на великих територіях.

## Де бувають сухі грози
Сухі грози зазвичай відбуваються в пустелях або в місцях, де нижні шари атмосфери зазвичай містять мало водяної пари. Будь-які опади, що випадають під час грози на підвищенні, можуть повністю випаровуватися, проходячи через нижні сухі шари. Вони поширені в літні місяці на більшій частині західної Північної Америки та інших посушливих районах. Стовп опадів, який випадає з хмари, не досягаючи землі, називається вірга.
Гроза не обов’язково повинна бути повністю сухою, щоб вважатися сухою; у багатьох областях 2,5 мм — межа між «мокрою» та «сухою» грозою.

## Небезпеки
Сухі грози відомі з двох причин: вони є найпоширенішою природною причиною виникнення лісових та степових пожеж, і вони можуть бути причиною сильного поривчастого приземного вітру, який може роздмухувати полум’я.

### Пилові бурі
Навколо сухих гроз часто виникають сильні вітри, оскільки опади, що випаровуються, спричиняють надмірне охолодження повітря під штормом, що збільшує його щільність і, отже, вагу відносно навколишнього повітря. Потім це прохолодне повітря швидко опускається вниз і розгортається віялом при зіткненні з землею, це подія, яку часто називають сухим мікропоривом. Коли поривчастий вітер поширюється назовні від шторму, сухий ґрунт і пісок часто підхоплюються сильними вітрами, створюючи пилові/піщані бурі, відомі як хабуби.

### Пожежі

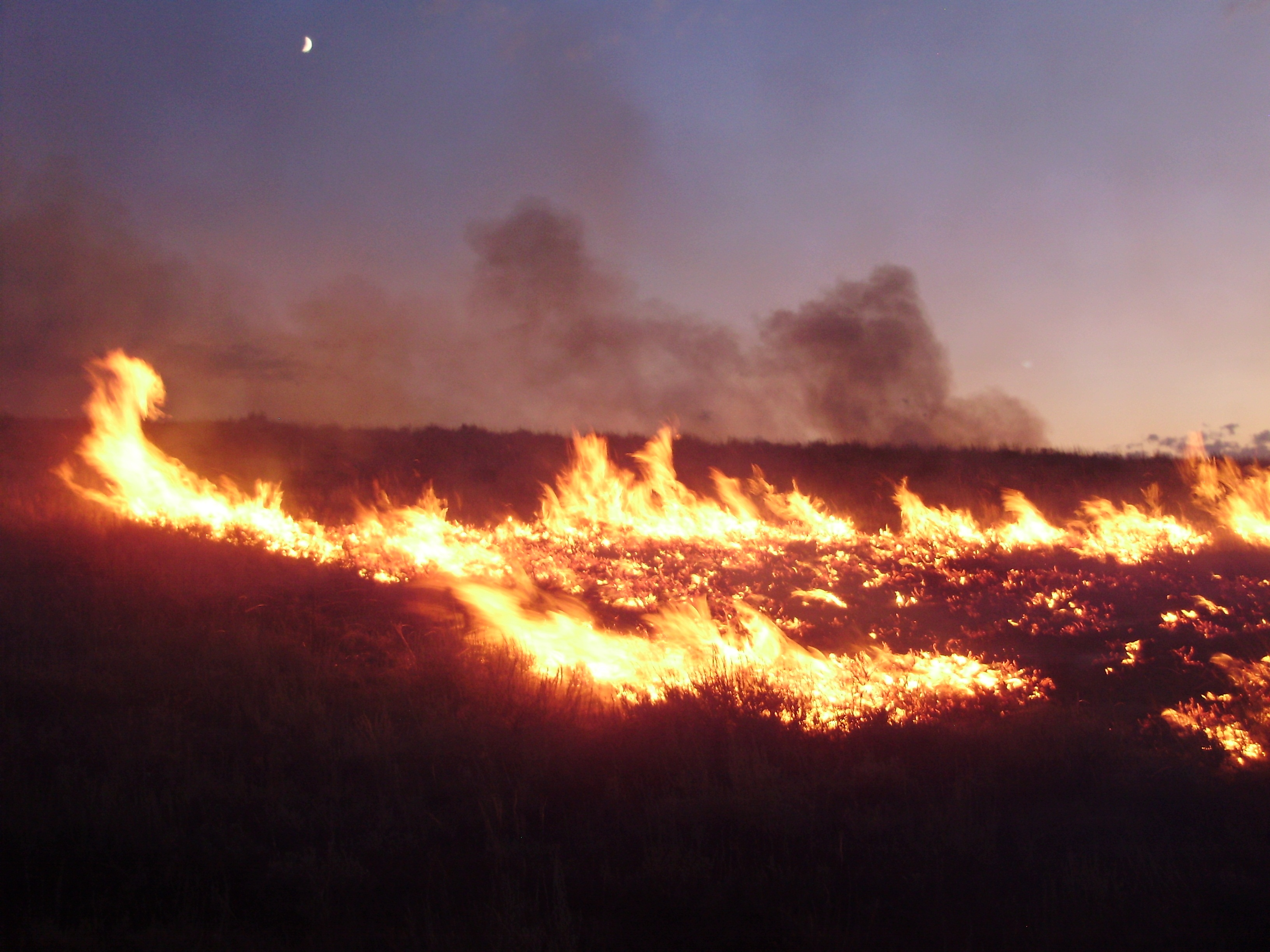
Лісова пожежа у Неваді, спричинена сухою блискавкою.

У місцях, де є дерева чи інша рослинність, та майже немає дощу, який може запобігти пожежі від блискавки. Штормові вітри також розпалюють пожежі і навіть вогняні смерчі, спричиняючи їх швидке поширення.
Пірокумулятивні хмари — це купчасті чи купчасто-дощові хмари, які можуть утворюватися над великою пожежею і є особливо сухими. Коли вищі рівні атмосфери прохолодніші, а поверхня нагрівається до екстремальних температур через лісову пожежу, вулкан або іншу подібну подію, виникає конвекція, що призводить до появи хмар і блискавок. Вони схожі на будь-які купчасті хмари, але вони поглинають додаткові частинки від пожежі. Це збільшує різницю напруги між основою та верхньою частиною хмари, сприяючи створенню блискавки.

## Дивись також
- Блискавка
- Блискавиця